# Nozawa Bonchō

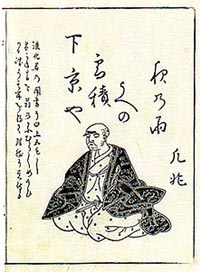

Nozawa Bonchō (Kanazawa, 1640 – Kyoto, 1714) è stato un poeta giapponese, di genere haiku.

## Biografia
Sin da giovane si trasferì a Kyoto, dove completò i suoi studi e incominciò ad esercitare la professione di medico.
Successivamente si dedicò alla letteratura e una volta conosciuto Matsuo Bashō, ne divenne uno dei seguaci più brillanti.
Compilò un'antologia di vari autori vicini alla scuola di Bashō ma provenienti da tutto il Giappone, intitolata Sarumino (L'impermeabile della scimmia,  1689). L'opera incluse, inoltre, alcune delle più significative poesie di  Bashō. Il tema ricorrente delle liriche fu la descrizione dello svolgersi del tempo attraverso l'alternarsi delle quattro stagioni; il titolo dell'antologia, costituita da quattrocento hokku era ispirato da quello di un'importante poesia di Bashō.
L'importanza dell'antologia è attestata dal titolo ricevuto di Haiku Kokinshû (Raccolta di haiku antichi e moderni), attribuitole dai letterati contemporanei, per paragonarla a quella della grandiosa antologia classica giapponese, il Kokinshû.
In seguito compose Genjû-an no Ki (Ricordi del Genjû-an) ed il Kiyû Nikki, un'antologia di liriche dedicate all'esperienza di eremita svolta da Genjû.
Venne arrestato a causa di un omicidio e quindi trascorse gli ultimi anni della sua esistenza in un carcere.
Le sue liriche evidenziarono una marcata passione per la natura e una spiccata forza descrittiva.

### Sarumino
- Prefazione di Takarai Kikaku
- hokku
- Libro 1: Inverno (94 hokku)
- Libro 2: Estate (94 hokku)
- Libro 3: Autunno (76 hokku)
- Libro 4: Primavera (118 hokku)
- Libro 5: Kasen
  - Hatsushigure (Pioggia invernale), di Kyorai, Bonchō, Bashō, Fumikuni
  - Natsu no Tsuki (Luna estiva), di Bonchō, Bashō, Kyorai
  - Kirigirisu (Grilli autunnali), di Bonchō, Bashō, Yasui, Kyorai
  - Ume Wakana (Erba e frutta), di Bashō, Otokuni, Chinseki, Sonan, Hanzan, Tohō, Enpū, Bonchō e altri
- Libro 6: Note per "Registrare un'abitazione irreale"